# 힌턴 다이어그램
힌턴 다이어그램(Hinton diagram)은 다차원 정보(가중치 행렬 등)의 값을 표현한 그림이다. 각 값의 크기는 도형의 크기로, 부호는 도형의 색으로 표현된다. 제프리 힌턴이 발명했다.